# گودینگ (آیداهو)
گودینگ (به انگلیسی: Gooding) شهری در شهرستان گودینگ ایالت آیداهو است که جمعیت آن در سرشماری سال ۲۰۱۰ میلادی ۳٬۵۶۷ نفر بوده است.